# 德國三級方程式錦標賽
德國三級方程式錦標賽，（ German Formula Three Championship）德国三级方程式锦标赛是德国（西德）的国家三级方程式锦标赛，从1950年到2002年，之后更名为“Formel 3”直至2014年。2003年，该系列赛与法国三级方程式锦标赛合并，形成三级方程式欧洲系列赛。随后，级别较低的系列赛“ATS Formel 3”杯在德国举办，但在2014赛季结束后停办。自 1980 年代末以来，德国三级方程式锦标赛冠军名单中有许多著名车手，包括F1世界冠军迈克尔·舒马赫（Michael Schumacher），九届勒芒（Le Mans）冠军汤姆·克里斯滕森（Tom Kristensen），以及首名驾驶F1赛车的华人车手董荷斌。

## 外部連結
- 德國F3主頁 （页面存档备份，存于） （德文）
- 德國三級方程式錦標賽的X（前Twitter）